# Przełęcz pod Zamkową Górą
Przełęcz pod Zamkową Górą (również Przełęcz Srebrna) – przełęcz o wysokości 508 m n.p.m. w południowo-zachodniej Polsce, w Sudetach Wschodnich, w Górach Opawskich na granicy z Czechami.

## Charakterystyka
Przełęcz stanowiła trójgraniczne miejsce oddzielające księstwo opolsko-raciborskie (las miejski Prudnika, rewir Pokrzywna), księstwo biskupów wrocławskich (Jarnołtówek) i enklawę morawską (Janov). Z miejscem związana jest legenda o babci Speil (Speila Grühla) z Jarnołtówka, która miała zajmować się sprzedażą owoców leśnych i ziół. Uważana za czarownicę i odtrącona przez mieszkańców, miała powiesić się na drzewie na styku trzech granic. Żadna z trzech gmin nie chciała pochować zmarłej, ponieważ choć pochodziła z Jarnołtówka, drzewo rosło po stronie Pokrzywnej, a ciało zwisało nad terenem Janova. Miała zostać pochowana pod głazem przez myśliwego. Historyczny przekaz z 1614 mówi o żonie sołtysa Speil z Janova, która znała się na ziołolecznictwie i mieszkała z dala od wsi. Obawiając się procesu o czary powiesiła się „na trzech graniczach”. Na przełęczy znajduje się kilka kwarcytowych kamieni, jeden z nich uważany jest za „grób czarownicy”.
Przełęcz położona jest na obszarze Parku Krajobrazowego Góry Opawskie w środkowej części pasma, około 1,8 km na południe od centrum miejscowości Pokrzywna.
Przełęcz stanowi wyraźne, rozległe obniżenie, wcinające się w środkową część grzbietu Gór Opawskich o niesymetrycznych i stromo nachylonych skrzydłach oraz średnio stromych podejściach. Leży na obszarze rezerwatu przyrody Cicha Dolina, na skręcie granicy polsko-czeskiej, która na przełęczy opuszcza grzbiet Gór Opawskich. Oś przełęczy przebiega na kierunku W – E. Przełęcz oddziela Zamkową Górę położoną po północnej stronie, od góry Srebrna Kopa (czes. Velká Stříbrná) położonej po południowej stronie. Przełęcz powstała na styku skał osadowych pochodzenia morskiego, szarogłazów, fyllitów oraz łupków ilastych. Najbliższe otoczenie przełęczy porośnięte jest lasem świerkowym regla dolnego z niewielką domieszką drzew liściastych. W dolnej części przełęczy po południowo-wschodniej stronie położona jest czeska miejscowość Janov, a po północnej stronie miejscowość Pokrzywna. Przed 1945 przełęcz miała strategiczne znaczenie i stanowiła naturalną drogą wyjścia na południe. Przełęcz stanowi węzeł szlaków turystycznych oraz skrzyżowanie ścieżek i dróg leśnych. Na przełęczy ustawiono tablicę informacyjną oraz wiatę dla turystów.

## Turystyka
Do przełęczy i przez nią przebiegają szlaki turystyczne:
 Głuchołazy – szczyt Przednia Kopa – szczyt Parkowa Góra – Podlesie – Jarnołtówek – szczyt Biskupia Kopa – Przełęcz pod Kopą (Mokra) – szczyt Srebrna Kopa – Przełęcz pod Zamkową Górą – Zamkowa Góra – szczyt Szyndzielowa Kopa – Pokrzywna – Wieszczyna – góra Długota – Dębowiec – góra Kobylica – Sanktuarium św. Józefa w Prudniku-Lesie – góra Kozia Góra – Prudnik;
 Jarnołtówek – Bukowa Góra – szczyt Piekiełko – góra Biskupia Kopa – Przełęcz pod Kopą – góra Srebrna Kopa – Przełęcz Pod Zamkową Górą – Zamkowa Góra – Pokrzywna;
 Wieszczyna – góra Hraniční vrch – Przełęcz pod Zamkową Górą,
oraz ścieżka rowerowa na trasie:
 Nowa Wieś – Pokrzywna – Zamkowa Góra – Przełęcz pod Zamkową Górą – góra Srebrna Kopa – Przełęcz pod Kopą – góra Piekiełko – Jarnołtówek.